# Thorp (Washington)
Thorp az Amerikai Egyesült Államok északnyugati részén, Washington állam Kittitas megyéjében elhelyezkedő statisztikai település. A 2010. évi népszámlálási adatok alapján 240 lakosa van.

## Történet

### Őslakosok
A Kittitas-völgy egykori lakói a kittitas indiánok voltak, akik a cayuse és nez perce törzsekkel együtt vadásztak és gyűjtögettek. A régió gyümölcsökben, halakban és vadállatokban gazdag térség volt; az őslakosok áprilisban és májusban hagymát és burgonyát gyűjtöttek. A britekkel és amerikaiakkal az indiánok lovakkal kereskedtek, emellett a jezsuita hittérítőkkel is jó kapcsolatot ápoltak.
Az 1840-es években Oregon Territórium területére érkezők behurcolták a kanyarót; ez és az egyre növekvő területigények a telepesek és az őslakosok között feszültséget generáltak.
A régió legnagyobb indián települései a mai Thorptól egy mérföldre északra fekvő, 500 lakosú Klála, valamint a 6,5 kilométerre délre fekvő, 400 lakosú Yumi’sh voltak.
1858-ban a wanapum indiánok Smohalla törzsfőnök vezetésével a mai Thorp határába érkeztek, ahol a vezető beszédében elmondta, hogy látomásai szerint az élet vissza fog térni a fehérek érkezése előtt megszokottakhoz. A törzsfőnök beszédét „Yuyunipitqana” („ordító hegyek”) néven említették. Szóbeszédek szerint Smohalla háborúra készült; George W. Kennedy metodista tiszteletes békét kívánt vele kötni, mivel feltételezte, hogy egy nagyobb méretű csoportosulás veszélyt jelenthet. A feljegyzések szerint a törzsfőnököt nehéz volt meggyőzni; Kennedy szerint „merev volt, mint egy szobor”. A tiszteletes a következőket mondta neki: „Isten testvérnek, és nem ellenségnek teremtett minket”; valamint „az Apa azt szeretné, ha mindannyian békében élnénk a Földön”. Az előbbiekre Smohalla válaszul a következőt mondta: „Miért vették el a fehérek a földjeinket? Van-e bármilyen joguk a fehéreknek Kittitas megyében, amit az indiánoknak tisztelniük kell? Az indiánok voltak itt először!”
Kennedy tiszteletes végül békét ajánlott az őslakosoknak; miután kezet ráztak, Smohalla ezt elfogadta.

### Az első telepesek

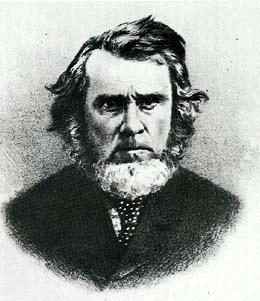
A névadó Fielden Mortimer Thorp

Bevándorlók első karavánja David Longmore vezetésével 1883-ban haladt el a térségben; később pedig George B. McClellan a Northern Pacific Railroad megbízásából végzett földmérést. Két évvel később Charles Splawn is keresztezte a régiót.
Az 1861-ban haszonállataival a völgyön áthaladó Andrew Jackson Splawn a következőket jegyezte le:
A negyedik napon a gyönyörű Kittitas-völgybe érkeztünk. A völgy akkor nekem, 16 éves fiúnak a legszebb dolog volt, amit valaha láthattam. Nyugatra a hatalmas Cascade-hegység állt, északon pedig a Peshastin hófedte csúcsai látszódtak; délen a várost a Yakima-folyó határolta teljes hosszában, míg a hegyekből számos kisebb forrás eredt, az alföldet pedig vastagon fű borította.
A Yakima-völgy első feljegyzett fehér telepese Fielden Mortimer Thorp volt. Yakima megye első önkormányzata 1865-ben jött létre; székhelye kezdetben Thorp Moxee közelében fekvő lakóházában volt.
A Snoqualmie Wagon Road (a mai Interstate 90 egy szakasza) megnyitásával további lakók érkeztek a térségbe. Charles Splawn később feleségül vette F. M. Thorp lányát. 1868-ban F. M. Thorp és Charles Splawn a Taneum-patak mentén felépítették lakóházaikat. A mai településtől másfél kilométerre fekvő pont a haszonállatok elszállásolása mellett a gazdag termőföld és a vízforrás miatt gazdálkodásra is alkalmas volt. Charles Spawn később kocsmát és fogadót nyitott.
Hamarosan a régióba érkezett Cle Elum alapítója, Walter J. Reed,  Tillman Houser, illetve Martin Dervan és felesége is. A Kittitas-völgy első postahivatala (Taneum Station) Thorp lakóházában nyílt meg 1869-ben.
A yakama indián Antoine Bertram Thorp és Splawn állataira vigyázott, Keneho pedig alkalmanként tíz dollárért postai kézbesítői feladatokat látott el.
A Taneum-kanyon egyik sírjánál az „egy fehér nő sírja¨ felirat olvasható. A síremlék Al Williams feleségéé, aki 1870-ben halt meg. Mivel a nő gyermeket várt, egy indián vezetésével a legközelebbi településre kívántak utazni, azonban a sietség miatt a nő lova megbotlott. Charles Splawn az esetről a következőket írta:
Mivel [Williams] felesége gyermeket várt, a pár le kívánt telepedni. Williams asszony lova egy rönk átugrásakor megbotlott. A koraszülött gyerek és az anya is meghalt, Williams pedig a lehetőségekhez mérten igyekezett eltemetni őket, majd a völgybe ügetett. Később ki akarta ásni a testeket, azonban Thorp, Splawn és Rego azt tanácsolták, hogy ne tegye. Ők egy telepes felesége és gyermeke, így telepeshez méltó sírban kell nyugodniuk.
Mrs. W. D. Bruton szerint évekkel később az állatait terelő Matt Pointer jelölte meg a sírt, hogy azt ne vandalizálják; később kerítést is emeltek köré, valamint kövekkel takarták le, hogy az állatok ne tapossák le. Williams felesége halála után Kaliforniába költözött, ahol fivére postakocsijáratot üzemeltetett.
A telepesek temetőjében Dulcena Heelen és Violet Vivian Splawn, valamint Fielden M. és Margaret Thorp. További tizenkét síremlék jelöletlen; tízben F. M. Thorp leszármazottai nyugszanak, kettő pedig ismeretlen. A létesítmény 1964-ig elhanyagolt volt; ekkor a Terra Firma Garden Club helyreállította, azonban lehetetlen volt megállapítani, hogy az ismert elhunytakat melyik sírba temették.
A régió további telepesei voltak Herman Page, J. H. Stevens, W. D. Killmore, A. T. Mason, George O’Hare, George és Jacob Forgey, John Newman, valamint John C. Goodwin; Goodwint az 1883. december 17-én Ellensburgban megtartott közgyűlésen Kittitas megye első seriffjévé választották. John Ellison és Amy Childs 1884-ben kötöttek házasságot, így ők voltak az elsők, akik a megyében kötöttek házasságot.
Az 1870-es években a mai Thorp Pleasant Grove néven Yakima megyéhez tartozott. A település postahivatala 1880-ban nyílt meg John S. Vaughn telkén; a taneumi hivatal az azonos szolgáltatási terület miatt 1881. április 7-én szűnt meg. Pleasant Grove lakóinak többsége a következő évtizedben továbbra is marhatartásból élt.
Az 1880-as években egyre jelentősebbé vált a mezőgazdaság. 1880-ban Pleasant Grove postahivatalát a kereskedelmi központhoz közel költöztették, ahol fűrészüzem és malom létesült. Mivel a Northern Pacific Railway jelezte, hogy a völgyben vasútvonalat kíván létesíteni, a település lakói remélték, hogy itt is létesül megálló.

### Malom és vasút

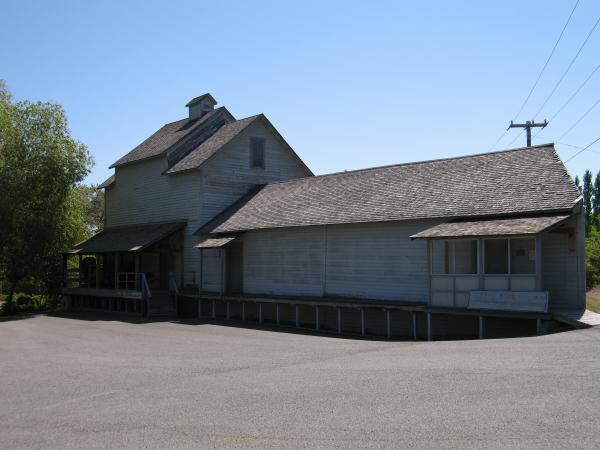
A malom

Az 1878-ban gyalogosan ideérkező James L. Mills nagy lehetőséget látott a Kittitas-völgyben. Mills 1879-ben a jelenlegi várostól nyugatra fűrésztelepet nyitott, amelyet a Yakima folyótól elterelt vízzel működtetett. Az üzem naponta kétezer méternyi anyagot tudott feldolgozni. Mills később az Oren Hutchinson által épített őrlőmalmot is a Yakima vizével működtette. Az üzem leginkább a „Tip Top” márkáról ismert.
Pleasant Grove postahivatala 1880-ban a malmok közelébe költözött, majd felvette Milton Young nevét. A kezdetben James L. Mills lakóházában üzemelő hivatalt többször elköltöztették.
Kittitas megye legrégebbi csatornahálózata Thorp térségében alakult ki; a Manastash-csatorna 1875-ös elkészültét követően hamarosan megalakult a Taneum Ditch Company. Az 1890-ben üzembe helyezett Westside-csatorna a Yakima folyó vizét használta. A létesítmény kivitelezése harmincezer dollárba került. A mai város a Northern Pacific Railway szárnyvonala mentén alakult ki.
Az óvárostól (ma Union Gap) Thorpig húzódó vonal két évig épült; a kínai munkásokat hálókocsikban szállásolták el. Az 1895-re elkészült hosszabbításkor a vasútállomást áthelyezték.
A Newman-család 1878-ban települt le a településen; 1885. július 9-én John M. és Sarah Isabel Newman három utcasaroknyi területet jelölt ki a város számára. 1900 májusában Milford A. Thorp az általa 1895-ben vásárolt területet a városhoz csatolta. Az első szállót (Thorp House) A. St. John nyitotta 1893-ban, a két évvel később nyílt bolt pedig J. E. Veach nevéhez fűződik. 1903-ban a hotel üzemeltetését J. F. Duncan vette át.
Az Ellensburg Dawn újság 1901 tavaszán a következőket írta a településről:
Thorp Közép-Washington egyik legjobb kis falva; csendes, nincs a lakók kedvét rontó szalon, remek temploma, iskolája, fűrésztelepe és malma van, mely utóbbi kettő vízenergiával működik, emellett egy gyár is található itt – Thorpban minden elérhető, amely egy nagyobb városban. Örülünk, hogy Thorp Kittitas megyében van.
1907-ben a North Star malomban 40 lóerős gőzgépet állítottak üzembe, amely egy heti két alkalommal működő mosodát is ellátta, valamint lehetővé tette, hogy a lakóházakban esténként néhány órán át árammal világíthassanak. Thorp volt Washington egyik első villamosított települése, valamint az Északnyugat legkisebb települése, ahol a közvilágítás árammal működött.
1909-ben a Chicago, Milwaukee, St. Paul & Pacific Railroad és a Northern Pacific Railroad vasútvonalai Thorpban keresztezték egymást, ezáltal a település fontos logisztikai központ lett. A Chicago, Milwaukee, St. Paul & Pacific Railroad a szállítmányozási feladatait innen irányította, valamint a pénzügyi osztály és a népbiztos hivatala is itt volt.
A postai küldeményeket vasúton szállították; az időveszteség elkerülése érdekében a szerelvényekre horgonyt szereltek, így a vagonokat megállás nélkül tudták felcsatolni.

### Népességrobbanás
A huszadik század első évtizedeiben a népesség négyszáz fő közelében mozgott. Eugene B. Brain a The Coast magazinban a következőket írta:
Thorp lakói sikeresek és jómódúak. A kereskedelmet a két üzlet, egy jó hotel, gyógyszertár, istálló, húspiac, kovácsműhely, fűrészüzem, malom, valamint több gyümölcscsomagoló és -küldő vállalkozás képviseli; […] a fényes jelen mellett a város előtt hatalmas jövő áll. A vállalkozó kedvű és haladó szemléletű lakosok káprázatos várost fognak létrehozni – a városnak gazdagságot, Kittitas megyének pedig jelentőséget fognak biztosítani.
A gazdasági válság ellenére a település az 1920-as és 1930-as években is jelentősen fejlődött. A növekedés főleg a Cascade Logging Company által a Taneum-kanyonban elszállásolt favágóknak köszönhető. 1928-ban Thorp lett a restaurációs hivatal egyik telephelye; a Highland-csatorna építésének következtében Thorp tovább növekedett. A polgári védelmi program keretében a kanyonba 189 fiatal férfi érkezett, akik bevásárolni és szórakozni Thorpba jártak. A Camp Taneumot 1938 júliusában feloszlatták; a dolgozókat más államokba irányították.
A gazdasági növekedésnek köszönhetően tovább növekedett a népességszám; az alkoholtilalom idején az Ellison’s Hallba jártak szórakozni. A klub szombat éjszakánként kedvelt társalkodóhely, valamint számos helyi esemény helyszíne volt.
Az 1938. május 24. reggeli tűzben több létesítmény, például a Thorp Hotel is leégett. A szálló többször is nevet, illetve tulajdonost váltott; a tűz idején az üzemeltető Ray Long volt.} A kereskedelmi negyedben megsemmisült épületek egyikét sem állították helyre. 1943. augusztus 16-án újabb kereskedelmi egység gyulladt ki; a tűz komoly károkkal fenyegetett, azonban külső segítséggel eloltották.
A tűzveszélyre reagálva a lakosok 1943. augusztus 19-én válságtanácskozást tartottak, ahol saját tűzoltóság felállításáról döntöttek. A korábbi tűzoltóállomás ma lakásként és stúdióként működik.
A Northern Pacific Railroad thorpi vasútállomását 1952. július 1-jén bezárta; a lépést a kihasználatlansággal és a közúti fuvarozás által jelentett konkurenciával indokolták. Az utolsó vasúti szállítmány 1952. május 9-én hagyta el a települést.
1967-ben volt az Ellensburg Telephone Company 400 fő kiszolgálására tervezett telefonközpontjának alapkő-letétele. A huszonötezer dollárba kerülő központot a következő év májusában kapcsolták be, és ma is használják.
1936-ban átadták a Yakima-folyó két forgalmi sávval rendelkező hídját. A műtárgyat magába foglaló út 1963-tól nem szerepel az állami országutak listáján.
A település népességének növekedésében nagy szerepet játszott a U.S. Route 10-hez, valamint az Interstate 90-hez való közelsége.

### A temető
A településtől másfél kilométerre délre fekvő temető 1875-ben nyílt meg a Herman Page farmer által adományozott földön. Az első sírok 1890-ből származnak. A temetőt az 1880-as évektől a metodista egyház, majd 1940-ig a Thorp Odd Fellows Lodge üzemeltette; később a fenntartó Kittitas megye lett.
Egy helyi legenda szerint a hely kísértetjárta az 1890-ben meglincselt fiatal indián nő, Susie szelleme által. A geneológiai társaság dokumentumai szerint Salmon La Sac lányát ismeretlenek felakasztották. A nő szellemét állítólag teliholdkor zokogni látták a sírok mellett. Washington államban további kísértetjárta helyeket is nyilvántartanak.

### Templomok
Az Oregon állambeli Polk megyéből származó családok közül sokan kötődtek a restaurációs mozgalomhoz. Habár csoportosulásuk már 1890 óta létezett, a gyülekezetet csak 1895-ben alapították meg. A szerveződés legfontosabb személyei Mary Childs és Sarah Goodwill voltak, azonban utóbbi az alapító okiratban nem szerepel, mivel a gyülekezet teljes körű felállása előtt elhunyt.
Az istentiszteletek helyszíne kezdetben az iskola volt, mivel a templom csak 1897-re épült fel. Kezdetben a lelkészek egy-egy évig teljesítettek szolgálatot; ezután más gyülekezetekhez helyezték át őket.
A metodista gyülekezet az 1930-as években feloszlott; a templomot a torony lebontását követően bálteremként hasznosították.
1949-ben Teddy Leavitt teológiai főiskolát alapított. Mivel az épület 1950. április 13-án leégett, az intézmény Selah-ba költözött, ahol 1977-ig Közép-washingtoni Teológiai Főiskola néven működött. A thorpi épületet később újjáépítették.
A Thorp Community Church 1981-ben nyílt meg, és ma is miséznek benne.

## Éghajlat
| Hónap                         | Jan.  | Feb.  | Már.  | Ápr.  | Máj. | Jún. | Júl.  | Aug. | Szep. | Okt.  | Nov.  | Dec.  | Év    |
| ----------------------------- | ----- | ----- | ----- | ----- | ---- | ---- | ----- | ---- | ----- | ----- | ----- | ----- | ----- |
| Rekord max. hőmérséklet (°C)  | 17,8  | 18,9  | 26,7  | 34,4  | 37,2 | 41,1 | 43,3  | 40,0 | 35,6  | 31,1  | 21,7  | 15,0  | 43,3  |
| Átlagos max. hőmérséklet (°C) | 1,7   | 5,6   | 11,7  | 16,1  | 20,6 | 24,4 | 28,9  | 28,9 | 24,4  | 16,7  | 7,2   | 0,6   | 15,6  |
| Átlagos min. hőmérséklet (°C) | −6,1  | −4,4  | −1,7  | 1,1   | 5,6  | 9,4  | 12,2  | 11,1 | 6,1   | 1,1   | −2,8  | −6,1  | 2,2   |
| Rekord min. hőmérséklet (°C)  | −33,9 | −30,6 | −20,6 | −10,0 | −7,8 | −1,1 | −11,1 | −3,9 | −8,9  | −12,8 | −33,9 | −35,0 | −35,0 |
| Átl. csapadékmennyiség (mm)   | 30    | 22    | 17    | 15    | 17   | 15   | 8     | 6    | 11    | 15    | 32    | 40    | 228   |
| Forrás: The Weather Channel   |       |       |       |       |      |      |       |      |       |       |       |       |       |

## Népesség
A település népességének változása:
| Lakosok száma | 273  | 240  | 232  |
|               | 2000 | 2010 | 2020 |

## Nevezetes személyek
- James B. Brain, politikus[61][62]
- Margaret Leonard, politikus[63][64]

## Fordítás
Ez a szócikk részben vagy egészben  a   Thorp, Washington című angol Wikipédia-szócikk ezen változatának fordításán alapul.  Az eredeti cikk szerkesztőit annak laptörténete sorolja fel. Ez a jelzés csupán a megfogalmazás eredetét és a szerzői jogokat jelzi, nem szolgál a cikkben szereplő információk forrásmegjelöléseként.